# Chrysobothris yucatanensis
Chrysobothris yucatanensis es una especie de escarabajo del género Chrysobothris, familia Buprestidae. Fue descrita científicamente por Van Dyke en 1953.